# Cormoran à face rouge
Urile urile
Espèce
Synonymes
- Phalacrocorax urile

Statut de conservation UICN

 LC  : Préoccupation mineure
Le Cormoran à face rouge (Urile urile, anciennement Phalacrocorax urile) est une espèce d'oiseaux de la famille des Phalacrocoracidae.
Son aire approximatif s'étend à travers les Kouriles et l'arc des Aléoutiennes.